# Aderaeon townesi
Aderaeon townesi är en stekelart som beskrevs av Dmitriy R. Kasparyan 1993. Aderaeon townesi ingår i släktet Aderaeon och familjen brokparasitsteklar. Inga underarter finns listade i Catalogue of Life.